# Cimetière Saint-Sever
Le cimetière Saint-Sever est un cimetière de la ville de Rouen, situé sur les communes de Petit-Quevilly et Grand-Quevilly. 

## Historique
Cimetière localisé à proximité de l'église Saint-Sever jusqu'en 1776, il est délocalisé une première fois au niveau de l'actuelle église Saint-Clément. La ville se développant, il est une nouvelle fois déplacé au sud du jardin des plantes en 1856 avant de trouver sa localisation actuelle en 1906-1907. Le cimetière est ouvert le 1er août 1909. L'ancien cimetière ferme le 31 juillet 1920.
Le cimetière accueille le monument aux morts de la ville de Rouen dû à Georges Lisch et Raoul Verlet inauguré le 11 novembre 1924. Trop éloigné du centre-ville, Rouen a érigé un second monument, le monument de la Victoire, aujourd'hui place Carnot.

## Cimetière militaire
Une zone du cimetière est réservée aux tombes des soldats français et britanniques de la Première Guerre mondiale.
Le cimetière britannique comporte 11 436 tombes de soldats des différents pays formant alors le Commonwealth. C'est le plus important cimetière militaire britannique de la Première Guerre mondiale en France.

## Personnalités enterrées
- Octave Crutel (1879-1961), médecin, député, résistant et déporté
- Robert Diochon (1883-1953), footballeur, cofondateur du FCR
- Amable Lozai (1881-1959), industriel, maire de Petit-Quevilly
- Georges Néel (1888-1962), auteur de revues (Folies Bergère, Eldorado)
- Roger Parment (1919-1992), journaliste, maire de Moulineaux, adjoint au maire de Rouen
- Marcel Sauvage (1907-1982), entrepreneur de bâtiment, maire de Notre-Dame-de-Bondeville